# Belgrad-Banja Luka
La Belgrad-Banja Luka (coneguda també com a Banja Luka-Belgrad) és una competició ciclista per etapes que es disputa entre Belgrad (Sèrbia) i Banja Luka (Bòsnia i Hercegovina). Al llarg de la seva història ha anat intercanviat-se la ciutat d'arribada amb la de sortida i durant un temps va constar de dues curses separades d'un dia, d'anada i tornada entre les dues ciutats. Forma part del calendari de l'UCI Europa Tour.
| Any       | Banja Luka-Belgrad I | Banja Luka-Belgrad II |
| --------- | -------------------- | --------------------- |
| 2007      | Belgrad-Banja Luka I | Belgrad-Banja Luka II |
| 2008      | Belgrad-Banja Luka I | Belgrad-Banja Luka II |
| 2009      | Banja Luka-Belgrad   | Banja Luka-Belgrad II |
| 2010-2014 | Banja Luka-Belgrad I | Banja Luka-Belgrad II |
| 2015-2017 | Belgrad-Banja Luka I | Belgrad-Banja Luka II |
| 2018-     | Belgrad-Banja Luka   | Belgrad-Banja Luka    |

(en color: no forma part del calendari de l'UCI)

## Palmarès

### Belgrad-Banja Luka I
| Any  | Vencedor            | Segon                  | Tercer                 |
| ---- | ------------------- | ---------------------- | ---------------------- |
| 2007 | Matej Gnezda        | Igor Kranjec           | Gergely Ivanics        |
| 2008 | Aldo Ino Ilešič     | Daniele Callegarin     | Emanuele Rizza         |
| 2009 | Normunds Lasis      | Rino Zampilli          | Krisztian Lovassy      |
| 2010 | Jure Zrimšek        | Maroš Kováč            | Yasuharu Nakajima      |
| 2011 | Krisztian Lovassy   | Matej Marin            | Radoslav Rogina        |
| 2012 | Marko Kump          | Luka Mezgec            | Robert Jenko           |
| 2013 | Michal Kolář        | Jan Sokol              | Matej Mugerli          |
| 2014 | Martin Otonicar     | Fabian Schnaidt        | Mattia Gavazzi         |
| 2015 | Marko Kump          | Charalampos Kastrantas | Polychronis Tzortzakis |
| 2016 | Vitali Buts         | Alex Surutkovich       | Raman Ramanau          |
| 2017 | Barnabás Peák       | Robert Jenko           | Dušan Rajović          |
| 2018 | Gašper Katrašnik    | Roman Maikin           | Nicolás Tivani         |
| 2019 | Paweł Franczak      | Aaron Grosser          | Attila Valter          |
| 2020 | Jakub Kaczmarek     | Martí Márquez          | Daniil Pronskiy        |
| 2021 | Mihkel Räim         | Justin Wolf            | Patryk Stosz           |
| 2022 | Jakub Kaczmarek     | Gianni Marchand        | Lennert Teugels        |
| 2023 | Gregor Matija Černe | Eduard-Michael Grosu   | Bartosz Rudyk          |
| 2024 | Piotr Pękala        | Davide Toneatti        | Mihael Štajnar         |
| 2025 | Dušan Rajović       | Paul Wright            | Nikifóros Arvanítou    |

### Belgrad-Banja Luka II
| Any  | Vencedor          | Segon             | Tercer             |
| ---- | ----------------- | ----------------- | ------------------ |
| 2007 | Žolt Der          | Jure Kocjan       | Igor Kranjec       |
| 2008 | Matej Stare       | Matej Gnezda      | Daniele Callegarin |
| 2009 | Vladimir Kerkez   | Balint Szeghalmi  | Boštjan Rezman     |
| 2010 | Matej Marin       | Nik Burjek        | Borislav Ivanov    |
| 2011 | Matija Kvasina    | Matej Jurčo       | Luka Mezgec        |
| 2012 | Matej Mugerli     | Marko Kump        | Riccardo Zoidl     |
| 2013 | Matej Mugerli     | Markus Eibegger   | Jan Sokol          |
| 2014 | Ivan Stević       | Geórgios Boúglas  | Stefan Schäfer     |
| 2015 | Andi Bajc         | Lukas Pöstlberger | Ivan Stević        |
| 2016 | Filippo Fortin    | Vitali Buts       | Alex Surutkovich   |
| 2017 | Niccolò Salvietti | Paolo Totò        | Dušan Rajović      |